# Rush Hour 2
Rush Hour 2 is een Amerikaanse martial arts- en politiefilm uit 2001, met in de hoofdrollen Jackie Chan en Chris Tucker. Het is het vervolg op de film Rush Hour uit 1998.

## Verhaal
Lee (Jackie Chan) en James Carter (Chris Tucker) gaan op vakantie naar Hongkong. Dan explodeert er een bom. Lee wordt op de zaak gezet, en Carter helpt mee. Lee komt erachter dat de moordenaar van zijn vader, Ricky Tan, achter die aanslag zit. Hij is de leider van de Triad, een groep gewelddadige criminelen. Tan wordt echter vermoord, en Carter en Lee moeten terug naar de Verenigde Staten. Dan blijkt dat alles draait om vals geld.

## Rolverdeling
| Acteur          | Personage                |
| --------------- | ------------------------ |
| Hoofdrollen     |                          |
| Jackie Chan     | Rechercheur Lee          |
| Chris Tucker    | Rechercheur James Carter |
| Bijrollen       |                          |
| John Lone       | Ricky Tan                |
| Ziyi Zhang      | Hu Li                    |
| Roselyn Sánchez | Isabella Molina          |
| Alan King       | Steven Reign             |
| Harris Yulin    | Agent Sterling           |
| Kenneth Tsang   | Hoofdinspecteur Chin     |
| Don Cheadle     | Kenny                    |

## Achtergronden
- Het Red Dragon Casino in de film heet in werkelijkheid Desert Inn en staat in Los Angeles. Het casino werd in de jaren na het opnemen gesloopt, vandaar dat de eigenaren van het casino toestemming gaven om het casino te verbouwen tot een casino met Chinese uitstraling. Inmiddels wordt er gewerkt aan een nieuw casino op dezelfde plaats. Red Dragon is trouwens ook de volgende film van regisseur Brett Ratner.
- Na de aftiteling maakt Tucker de opmerking "Damn, he ain't gonna be in Rush Hour 3!", waarmee hij een grapje maakt voor een zogenaamde vervolgfilm. 6 jaar na deel 2, in augustus 2007, kwam alsnog Rush Hour 3 uit.
- Rush Hour 2 was de meest succesvolle martial-arts film ooit. Wereldwijd bracht de film $347.325.802 op.
- De karaoke-scène met Chris Tucker was niet gepland. Regisseur Brett Ratner gaf een cameraman de opdracht om stiekem Tucker te filmen.